# Успенская церковь (Вевис)
Храм в честь Успения Пресвятой Богородицы —  православный храм в городе Вевисе в Литве. Относится к Виленской и Литовской епархии Русской православной церкви.

## История
Любой человек, путешествующий по автомагистрали А1 из Вильнюса в Каунас или Клайпеду, проезжая городок Вевис, не может не обратить внимания на величественное здание старинного православного храма – церковь Успения Пресвятой Богородицы. Величественные белые стены, черная луковица храма, устремленная в небо трёхъярусная колокольня, зелёные лужайки и удобная автомобильная парковка как бы приглашают странников остановиться, сделать перерыв, задуматься о смысле человеческой жизни или просто прикоснуться к ещё одной интереснейшей странице истории Литвы. 
История православного прихода в городе Вевис – это предмет серьёзного исторического исследования, которое ещё предстоит предпринять. Те данные, которые можно почерпнуть в туристических путеводителях Литвы, весьма и весьма скудные. Но со всей определённостью мы можем утверждать, что древним «предтечей» Успенской церкви является Евьевский Успенский мужской монастырь, действующий и, по всей вероятности, построенный в XIV веке. Предание приписывает его основание жене великого князя Гедимина, Евне. Монастырь переживал периоды расцвета и упадка. Это было обусловлено меняющейся политической и религиозной ситуацией в стране. Находясь под защитой русско-литовской шляхты, он процветал, а когда его покровители перешли в католицизм, для него наступили трудные времена. Он смог просуществовать до XIX века, а затем, в 1806 году (по некоторым данным 1810), по указу императора Российской империи Александра I был упразднён. 
С 1810 года монастырская церковь стала приходской. Однако уже в 1812 году, при отступлении армии Наполеона, она подверглась разорению и сожжению. На несколько десятилетий православная община города Вевиса осталась без храма. Храм был построен и освящён лишь в 1843 году. На некоторое время приход вернулся к обычной мирной жизни и служению. Во время Первой мировой войны Успенская церковь вновь сильно пострадала от бомбёжек. Её ремонт осуществлялся медленно и в очень непростых условиях. В 1933 году к зданию храма пристроили придел «Святых Виленских мучеников», а в 1936 году на рядом находящемся православном кладбище возвели храм-часовню в честь «Всех Святых земли Русской». Этот ансамбль сохранился и до наших дней. В период Второй мировой войны богослужения в храме не проводились. Лишь с 1948 года в храме вновь начали служить Литургию, в это же время храм получил регистрацию. В начале 2000-х в храме была произведена реконструкция и капитальный ремонт.
В настоящее время в приходе Успения Пресвятой Богородицы регулярно проходят богослужения, приходская община занимается обустройством церковной территории, а с трассы Вильнюс-Каунас сделан удобный съезд на церковную парковку.

## Архитектура
Церковь построена в русско-византийском стиле. Трёхъярусная колокольня соединена с основным корпусом здания переходом. Над главным нефом здания возвышается луковичный купол на круглом барабане с рядом закруглённых окон. Оконные проёмы размещены на двух верхних ярусах колокольни.
Внутри церкви установлен двухрядный иконостас XIX века и несколько других икон в киотах, сделанных в старорусском стиле.